# Leda Gys
Leda Gys, pseudonimo di Giselda Lombardi (Roma, 10 marzo 1892 – Roma, 2 ottobre 1957), è stata un'attrice italiana del cinema muto.

## Biografia
Nativa di Roma, quartiere Trastevere, nacque in una famiglia piccolo borghese, da Giulio e Teresa Ilardi.
Venne introdotta nello spettacolo appena ventenne dal poeta romanesco Trilussa, con cui ebbe una relazione sentimentale. Il suo compagno infatti la raccomandò per lavorare negli studi cinematografici della Celio Film e della Cines di Roma, e lo stesso anagrammando il suo nome di battesimo coniò anche il suo nome d'arte, Leda Gys.
Scritturata quindi come «attrice giovane», nel 1913 esordì come comparsa nel film Dopo la morte. Nello stesso ottenne il suo primo successo con il film L'Histoire d'un Pierrot, nel ruolo di Louisette. In quel periodo recitò accanto alle dive del momento, come Francesca Bertini ed Hesperia.
Venne notata anche con film brillanti come Leda innamorata (1915), prima pellicola che reca il suo nome già nel titolo e parodia delle dive cinematografiche dell'epoca. Fu partner cinematografica di Mario Bonnard in numerosi film girati tra il 1915 e il 1916 con la Caserini Film, prima di tornare alla Cines dove recitò fra gli altri nel film Christus, nel ruolo della Madonna.

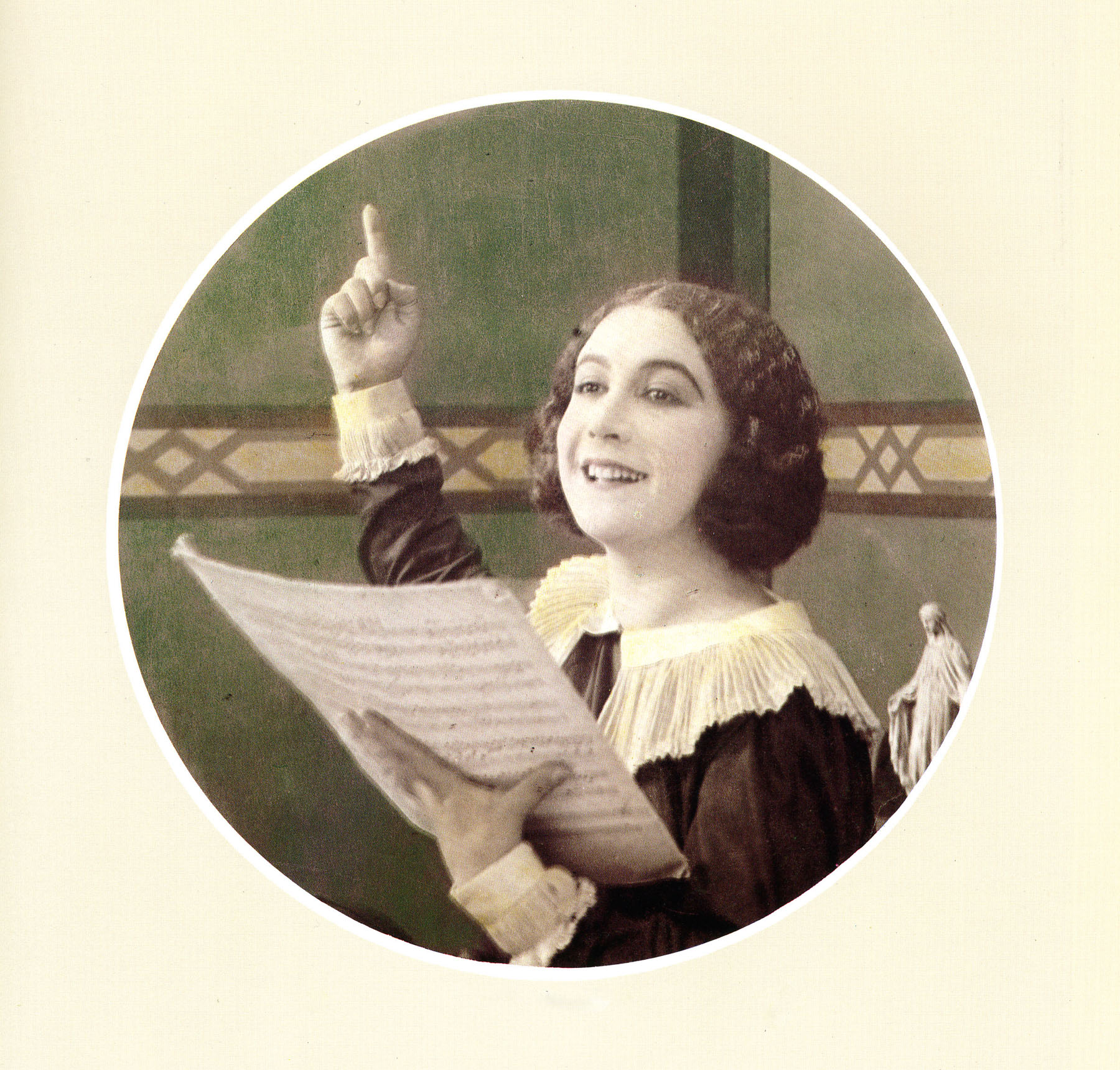
Leda Gys in Santarellina (1922)

Successivamente, venne scritturata dalla napoletana Polifilms dove fu notata dal distributore-produttore Gustavo Lombardo. La Gys lasciò Trilussa e intrecciò una relazione sentimentale con Lombardo che durò tutta la vita. Nel 1920 nacque il loro figlio, e futuro patron della Titanus, Goffredo, e si sposarono nel 1932.
Fu «prima attrice» della Lombardo Film (acquisisce la Polifilms) dal 1917 (poi dal 1928 Titanus) e interpretò numerosi film, fra i quali vi fu I figli di nessuno, tratto dal romanzo di Ruggero Rindi. Il maggior successo artistico della carriera della Gys arrivò con la commedia Santarellina, del 1923, tratto dalla pièce teatrale Mam'zelle Nitouche di Henri Meilhac e Albert Millaud.
Il film con cui concluse la carriera, peraltro l'ultimo muto della Titanus, fu La signorina Chicchiricchì, e si ritirò dalle scene per occuparsi del figlio.
Interpretò oltre 80 film, specializzandosi nel filone partenopeo, che ebbe grande fortuna non solo nel meridione d'Italia ma anche tra gli emigrati negli Stati Uniti d'America. La sua recitazione, spigliata e spontanea, si stacca dai cliché del cinema muto italiano di quegli anni.

## Filmografia

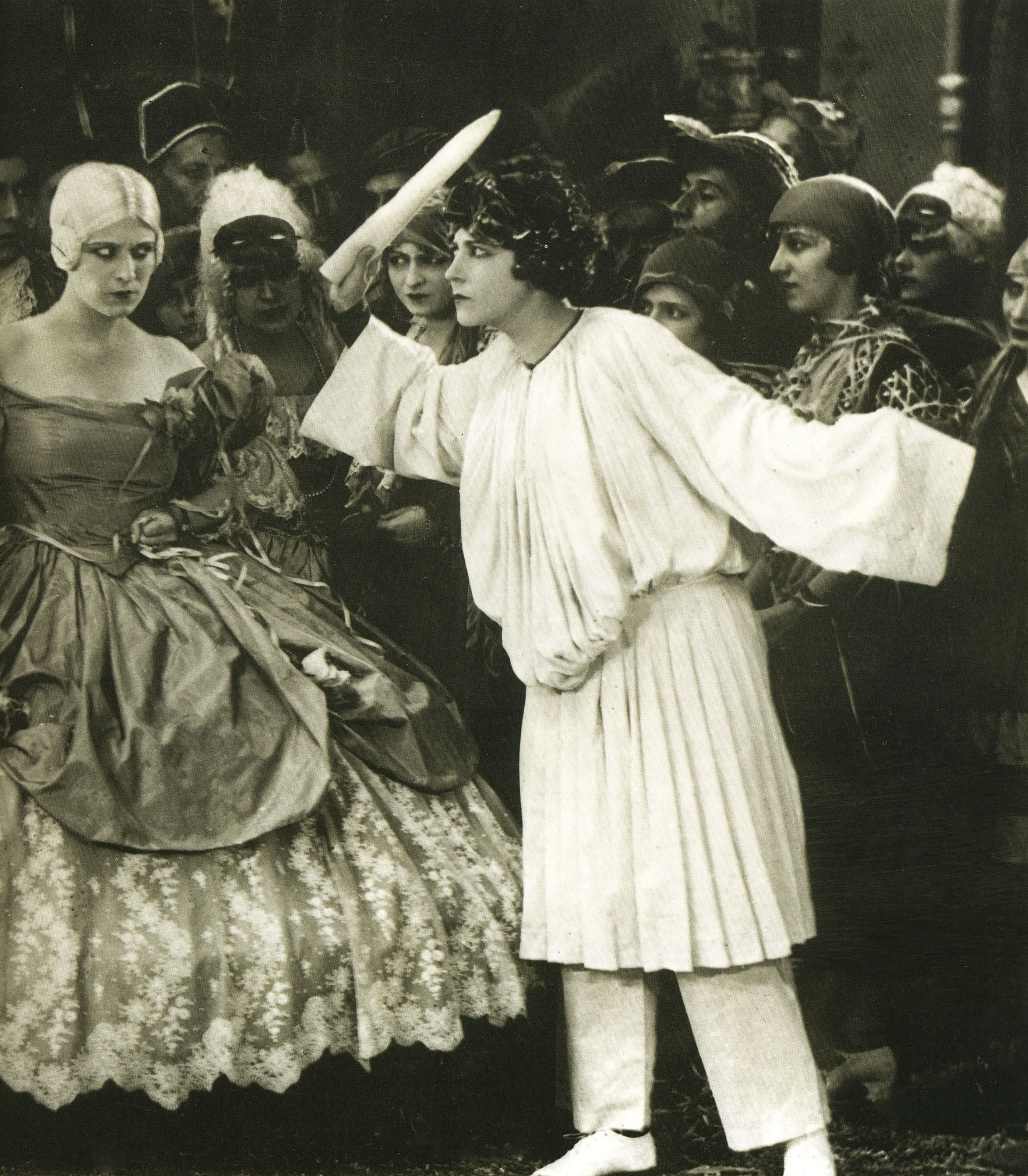
Leda Gys nel film Napoli è una canzone (1927)

- Fior d'amore e fior di morte (1912)
- L'albero che parla (1913)
- La dama di picche, regia di Baldassarre Negroni (1913)
- Amore e automobilismo (1913)
- La madre, regia di Baldassarre Negroni (1913)
- La duchessa Nichilista, regia di Giulio Antamoro (1913)
- Sua cognata, regia di Enrico Guazzoni (1913)
- Zuma, regia di Baldassarre Negroni (1913)
- La sfumatura, regia di Giulio Antamoro (1913)
- Il gomitolo nero (1913)
- La tutela, regia di Baldassarre Negroni (1913)
- Dopo la morte, regia di Giulio Antamoro (1913)
- Amore bendato (1914)
- L'Histoire d'un Pierrot, regia di Baldassarre Negroni (1914)
- L'amazzone mascherata, regia di Baldassarre Negroni (1914)
- Rose e spine, regia di Maurizio Rava (1914)
- Il piccolo cerinaio, regia di Augusto Genina (1914)
- Un giuramento (1914)
- Povera Leda..., regia di Carmine Gallone (1914)
- La fanciulla di Capri, regia di Ivo Illuminati (1914)
- Burrasca a ciel sereno (1914)
- Mesti ricordi (1914)
- La canzone di Werner, regia di Maurizio Rava (1914)
- Per l'onore, regia di Enrico Guazzoni (1914)
- Fu la sorte! (1914)
- Bambola e bambini (1915)
- La morta del lago, regia di Enrico Guazzoni (1915)
- Il gattino bigio (1915)
- Leda innamorata, regia di Ivo Illuminati (1915)
- I cavalieri moderni, regia di Ivo Illuminati (1915)
- Sempre nel cor la Patria!..., regia di Carmine Gallone (1915)
- Ananke, regia di Nino Oxilia (1915)
- La marcia nuziale, regia di Carmine Gallone (1915)
- Maschera di mistero, regia di Mario Caserini (1915)
- La pantomima della morte, regia di Mario Caserini (1915)
- La divetta del reggimento, regia di Mario Caserini (1915)
- Passano gli Unni, regia di Mario Caserini (1916)
- L'amor tuo mi redime, regia di Mario Caserini (1916)
- Christus, regia di Giulio Antamoro (1916)
- Come in quel giorno, regia di Mario Caserini (1916)
- Amica, regia di Enrico Guazzoni (1916)
- Dopo la raffica, regia di Ivo Illuminati (1916)
- Amore che uccide, regia di Mario Caserini (1916)
- Fiore di autunno, regia di Mario Caserini (1916)
- Quando si ama, regia di Giuseppe De Liguoro (1917)
- Fernanda, regia di Gustavo Serena (1917)
- La principessa, regia di Camillo De Riso (1917)
- La vita e la morte, regia di Mario Caserini (1917)
- La Bohème, regia di Amleto Palermi (1917)
- Treno di lusso, regia di Mario Bonnard (1917)
- Leda senza cigno, regia di Giulio Antamoro (1918)
- Una peccatrice, regia di Giulio Antamoro (1918)
- Sole, regia di Giulio Antamoro (1918)
- Il rifugio,regia di Giulio Antamoro (1918)
- Io ti uccido!, regia di Giulio Antamoro (1919)
- Friquet, regia di Gero Zambuto (1919)
- Il miracolo, regia di Mario Caserini (1920)
- Un cuore nel mondo, regia di Amleto Palermi (1920)
- Scrollina, regia di Gero Zambuto (1920)
- La donna e i bruti, regia di Umberto Paradisi (1920)
- I figli di nessuno, regia di Ubaldo Maria Del Colle (1921)
- Mia moglie si è fidanzata, regia di Gero Zambuto (1921)
- Lilly e Lillette o l'arte di farsi amare regia di Gero Zambuto (1921)
- La pianista di Haynes, regia di Ubaldo Maria Del Colle (1921)
- La trappola, regia di Eugenio Perego (1922)
- Esclave, regia di Georges Monca e Rose Pansini (1922)
- La leoparda ferita, regia di Ubaldo Maria Del Colle (1923)
- Santarellina, regia di Eugenio Perego (1923)
- Grand Hôtel Paradis, regia di Eugenio Perego (1924)
- Coiffeur pour dames, regia di Amleto Palermi (1924)
- Saitra la ribelle, regia di Amleto Palermi (1924)
- Vedi Napule e po' mori!, regia di Eugenio Perego (1924)
- Profanazione, regia di Eugenio Perego (1924)
- La fanciulla di Pompei, regia di Giulio Antamoro (1925)
- Napoli è una canzone, regia di Eugenio Perego (1927)
- Napule... e niente cchiù, regia di Eugenio Perego (1928)
- La madonnina dei marinari, regia di Ubaldo Maria Del Colle (1928)
- Rondine, regia di Eugenio Perego (1929)
- La signorina Chicchiricchì, regia di Eugenio Perego (1929)

## Manifesti di Leda Gys
Molti manifesti dei film dell'attrice furono realizzati dal pittore Anselmo Ballester
- I bozzetti ,